# Acer (azienda)
Acer (宏碁股份有限公司S, Hóngqí gǔfèn yǒuxiàn gōngsīP) (la cui radice latina significa "energico e aggressivo") è un'azienda con sede a Taipei in Taiwan che, nel corso dell'anno 2009, è diventata il secondo produttore di personal computer nel mondo grazie ai prezzi estremamente competitivi dei suoi prodotti. Ha quote di mercato significative soprattutto nell'area "EMEA" (Europa, Medio Oriente e Africa). In Italia è il marchio con la maggiore quota di mercato per quanto riguarda i computer portatili.
I prodotti di Acer, oltre a computer desktop e portatili, includono monitor LCD, televisori a schermo piatto HD ready e altri prodotti di elettronica.

## Storia

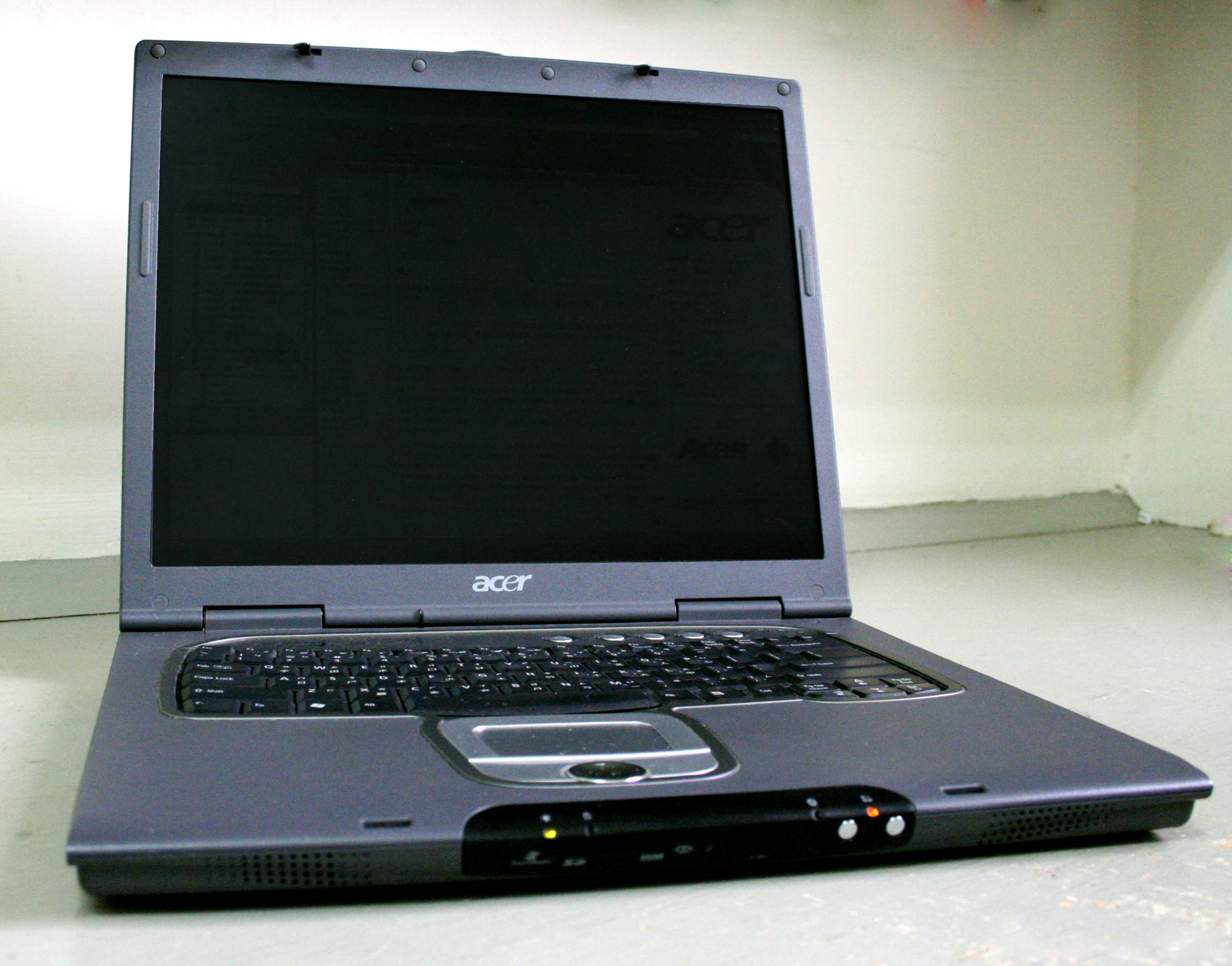
L'Acer TravelMate 8004

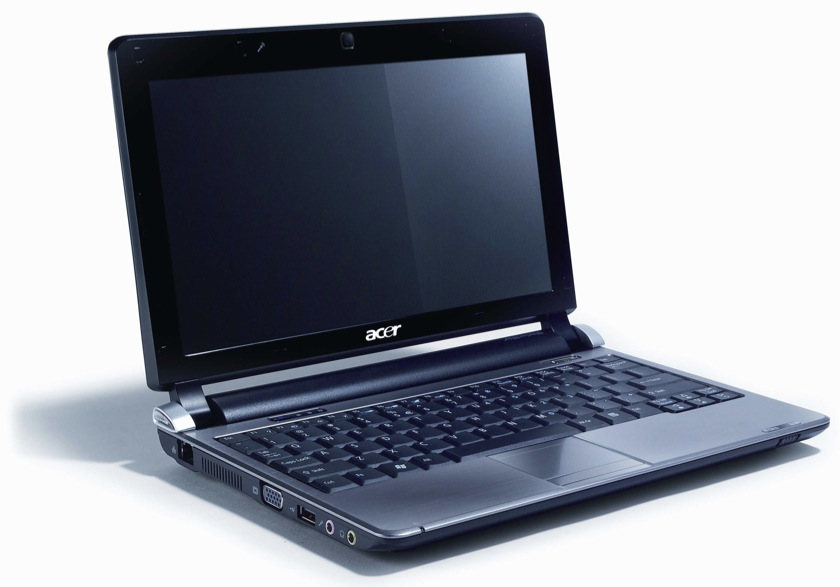
Un Acer Aspire One D250

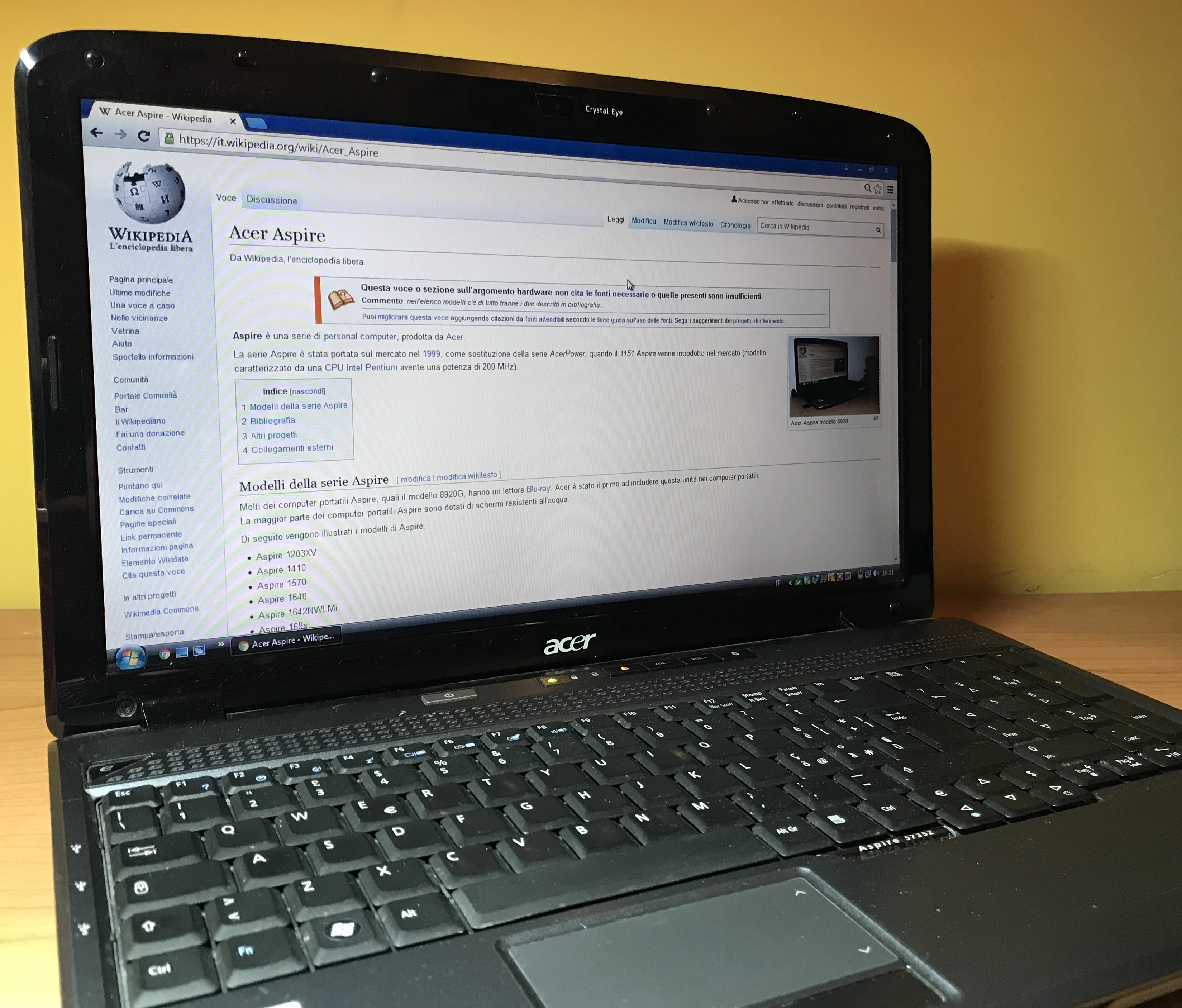
Acer Aspire 5735z

L'azienda è stata fondata nel 1976 con nome Multitech ed era focalizzata principalmente sulla progettazione industriale e sulla formazione di ingegneri che avrebbero contribuito al decollo tecnologico di Taiwan. Agli inizi degli anni ottanta all'apparire dei primi personal computer, i pochi prodotti disponibili erano costosi e ingombranti; eppure il mercato era maturo per uno strumento, un computer affidabile, che fosse nelle premesse e nelle aspettative davvero "personale". L'evoluzione della tecnologia dei circuiti integrati portò alla creazione di componenti sempre più piccoli e leggeri, preludio di formati decisamente più compatti.
È in questo periodo il lancio del Multitech Micro-Professor, un micro-computer di dimensioni simili a quelle di un dizionario e dal costo inferiore ai 100 dollari di allora. Micro-Professor divenne immediatamente un best seller, permettendo a Multitech di sviluppare il primo computer IBM-compatible e di gettare le fondamenta del suo futuro sviluppo.
Nel 1987 l'azienda diventa Acer e negli anni novanta inizia ad affermarsi solidamente prima in Asia e poi negli Stati Uniti. Nel 2002 è nata Acer EMEA che ha portato l'azienda in Europa, in Medioriente e poi in Sudafrica.
Oggi l'azienda detiene la leadership nei portatili in Europa occidentale e nel Mediterraneo, è prima nei PC nell'area EMEA e prima nel Mondo per le vendite di personal computer, a partire dal secondo trimestre del 2009.
Nell'agosto del 2007 ha acquistato la società statunitense Gateway scalzando Lenovo dall'ultimo gradino del podio per vendite di PC; nel gennaio 2008 acquistò anche Packard Bell, che era entrata nelle mire di Lenovo.
Nel luglio 2008 ha lanciato l'Acer Aspire One, un netbook che ha riscosso un grande successo in Italia, concorrente dell'Eee PC di ASUS e dell'MSI Wind.
Nel 2009 inoltre la società taiwanese ha acquistato le aziende E-TEN ed E-Machines e ha acquisito il 29,9% di Olidata.
Il 31 marzo 2011 Gianfranco Lanci ha rassegnato le proprie dimissioni con effetto immediato, prontamente accettate dal CdA dell'azienda con alla base della scelta una divergenza di vedute.
Acer è stato il primo produttore a commercializzare un Tablet PC, il modello TravelMate C100.

### Sponsor
Nel 2001, Acer venne sponsorizzata dalla Prost Grand Prix, oltre ad aver rinominato col suo nome il motore Ferrari che spingeva i prototipi francesi del momento.
Nel 2002, Acer venne nuovamente sponsorizzata in Formula 1 dalla scuderia BAR e dal 2008 al 2012 dalla Scuderia Ferrari.

## Loghi

Logo Acer usato dal 1989 al 2001
Logo Acer usato dal 2001 al 2011
Logo Acer attuale

## Linee di prodotti

### Tablet
- Acer Iconia A510